# Streptocarpus primulifolius
Streptocarpus primulifolius är en tvåhjärtbladig växtart som beskrevs av Gandoger. Streptocarpus primulifolius ingår i släktet Streptocarpus och familjen Gesneriaceae. Inga underarter finns listade i Catalogue of Life.